# Eduard Schmidt-Polex
Eduard (Schmidt-)Polex (* 17. August 1795 in Langensalza; † 29. Januar 1863 in Frankfurt am Main) war ein deutscher Bankier und Politiker.

## Leben
Eduard Polex war der Sohn des Puderfabrikanten Christof Ernst Polex (1747–1810) aus Langensalza und dessen Ehefrau Maria Sophie geborene Schmidt (1755–1818). Nach dem Tod des Vaters wurde er 1822 von seinem Onkel Philipp Nicolaus Schmidt (1750–1823) adoptiert und nannte sich dann Eduard Schmidt-Polex. Er war evangelischer Konfession und heiratete 1822 Sophie Antonie Friederike Bansa(-Streiber) (* 27. Juli 1802; † 18. Januar 1863 in Frankfurt am Main), die Tochter des Großkaufmanns und Schöffen Johann Matthias Bansa (1758–1802) und der Sophie geborene Streiber.
Der gemeinsame Sohn Philipp Nicolaus Schmidt-Polex (1824–1893) wurde Bankier und Abgeordneter in Frankfurt am Main. Die Tochter Marie Auguste Andreae, geb. Polex (* 18. Dezember 1825; † 1857) heiratete 1844 den Teilhaber des Bankhauses Phil. Nic. Schmidt, Achill Andreae (1820–1888). Der zweite Sohn war Christian Conrad Adolph Schmidt-Polex (1827–1892).
Eduard Schmidt-Polex lebte als Bankier in Frankfurt am Main. Er war Haupterbe und Geschäftsnachfolger seines Onkels Philipp Nicolaus Schmidt. Aufgrund seines Gesundheitszustandes übergab er die Geschäftsführung an den Prokuristen und dann Teilhaber Georg Rittner. Das 1773 gegründete Bankhaus Philipp Nicolaus Schmidt emittierte zwischen 1826 und 1851 Anleihen an Standesherren von über 17 Millionen Gulden. Eduard Schmidt-Polex war von 1829 bis 1831 Senior, also Kammerpräsident der Handelskammer Frankfurt. 
Zwischen 1825 und 1838 gehörte er der Ständigen Bürgerrepräsentation der Freien Stadt Frankfurt an. Von 1829 bis 1830 und 1836 war er Mitglied des Gesetzgebenden Körpers der Freien Stadt Frankfurt.